# Pedro Queiroz Pereira
Pedro Mendonça de Queiroz Pereira GCME (Lisboa, 5 de março de 1949 — Ibiza, 18 de agosto de 2018) foi um empresário português e antigo piloto de competição.

## Biografia
Pedro Queiroz Pereira nasce no seio de uma família da elite económica portuguesa do século XX. 
No lado paterno, o avô Carlos Pereira (1879-1941), de uma família de Santarém, fora diretor do Banco Comercial de Lisboa, bem como acionista da Companhia das Águas de Lisboa (além de se ter envolvido na política, como apoiante de João Franco, o que o levou a ser deputado pelo Partido Regenerador Liberal).
O pai, Manuel Queiroz Pereira, veio a assumir o cargo de administrador do Banco Espírito Santo e Comercial de Lisboa, entidade resultante da fusão do banco da família Espírito Santo com o Comercial de Lisboa. Mas estendeu a sua atividade para outros setores — aos petróleos, tendo sido parceiro de Manuel Boullosa na constituição da Sonap; a promoção imobiliária e turística, como cofundador da Sodim (sociedade onde também participavam, entre outros, Boullosa, Ricardo Espírito Santo, Manuel de Mello ou Vasco Bensaúde), que construiu o Hotel Ritz em Lisboa; ao retalho automóvel, como acionista (de novo ao lado de Boullosa) da Sorel, concessionária em Portugal da General Motors.
No lado materno, havia a relação com a indústria das celuloses, tendo o avô materno, Manuel Mendonça, sido fundador da Companhia Portuguesa de Celulose, em Cacia, no concelho de Aveiro.
Pedro Queiroz Pereira foi criado na casa da família bairro do Restelo (vendida à Embaixada do Brasil depois do 25 de abril de 1974). Frequentou o Colégio Militar e o Instituto Superior de Contabilidade e Administração de Lisboa, mas não terminaria nenhum curso.  
Cumpriu o serviço militar em Angola, durante a Guerra Colonial.
Com o 25 de abril e o PREC, as nacionalizações atingem os negócios dos Queiroz Pereira na banca, nos petróleos e nas celuloses, e a família — como sucedia com outros grandes empresários do país — resolve abandonar Portugal e estabelecer-se no Brasil.
Segundo filho rapaz de Manuel, e visto como enfant terrible da familia, "PQP" como era conhecido, destaca-se por essa altura no mundo do automobilismo. No Brasil corre em Fórmula 2, chegando a competir, entre outros, com Ayrton Senna.
A morte do irmão mais velho viria a alterar-lhe os destinos, levando-o a assumir, a partir dos anos 1980, responsabilidades em sociedades controladas pela família.
Abandonando o Brasil em 1987, e com vista a concorrer as privatizações das empresas que haviam sido estatizadas com a Revolução dos Cravos — que a revisão constitucional de 1989 e o fim da clausula de irreversibilidade das nacionalizações propiciava — Queiroz Pereira seria fundador da Semapa em 1991.
Com essa holding retomaria o interesse da família nas celuloses, adquirindo parte da Portucel, e entrava nos cimentos, com a aquisição, da Secil, e da totalidade dos Cimentos Maceira e Pataias (formada a partir da antiga Empresa de Cimentos de Leiria, por sua vez dona da Fábrica de Maceira-Liz, estabelecida em 1923, e da fábrica Cibra-Pataias, fundada em 1950).
Fora do seu projeto empresarial ficaria a Cimpor, cujo controlo tentou obter, travando, nesse contexto, uma disputa com o Governo de António Guterres e com o Ministro Joaquim Pina Moura em particular — Queiroz Pereira chegou a lançar uma OPA sobre a cimenteira, em conjunto com os suíços da Holcim, mas a Cimpor acabou entregue à Teixeira Duarte, ao Banco Comercial Português e à Lafarge, os quais, no final, acabaram a vender a empresa ao grupo brasileiro Camargo Corrêa, que também o revendeu.
Pedro Queiroz Pereira foi assim presidente da Comissão Executiva da Semapa e, igualmente, presidente do Conselho de Administração da Secil, da Portucel. 
Além disso, tal como fora o seu pai, foi membro do Conselho de Administração  Banco Espírito Santo.
Precisamente com o Grupo Espírito Santo (GES), liderado por Ricardo Salgado, travaria uma guerra pela disputa da liderança da Semapa. Mais tarde, PQP faria denúncias junto do Banco de Portugal de suspeitas de irregularidades financeiras no BES e no GES, que precederam a derrocada do banco controlado por Salgado.
Em 2015 foi anunciado que a liderança executiva da Semapa seria assumida por João Castelo Branco, então diretor da McKinsey Ibérica.
A mudança coincidiu com o lançamento, pela Semapa, de uma oferta pública de aquisição (OPA) sobre o seu próprio capital, oferecendo em troca ações da Portucel. Tratou-se assim, em rigor, de uma oferta pública de troca (OPT) feita às ações da Semapa que não são detidas pela Sodim, a holding familiar controlada pelos Queiroz Pereira. A Sodim passou a controlar, por sua vez, 54,5% da Semapa, empresa que detém 75,8% da Portucel.
PQP morreu a 18 de agosto de 2018, aos 69 anos de idade, após um ataque cardíaco fatal no seu iate, em Ibiza, Espanha.
Aquando da sua morte, ao traçar o seu perfil biográfico, e atendendo em particular ao seu interesse na indústria, a imprensa chamou-lhe "o maior industrial do país" (Público) ou "o último grande industrial português" (Económico).

### Condecorações
A 6 de novembro de 2009 foi agraciado pelo Presidente da República Portuguesa com a Grã-Cruz da Ordem do Mérito Empresarial (Classe Industrial).